# Vicus Grünwinkel
Der Vicus in Grünwinkel war eine römische Zivilsiedlung (vicus) auf dem Gebiet des heutigen Karlsruher Stadtteils Grünwinkel.
Die Siedlung befand sich großteils in einer Schleife der Alb mit Schwerpunkt rechts des Flusses. Der Name ist bisher unbekannt.
Ende des 19. Jahrhunderts wurden in den „Sargäckern“ am linken Albufer Mauerreste, Leistenziegel, Heizkacheln und weitere Siedlungsspuren sowie ein Brunnen aufgedeckt. Zunächst ordnete man diese Funde einer Villa rustica zu. 1927 untersuchte man einen römischen Keller (Grundriss 9,5 × 4,6 m) in der heutigen Konradin-Kreutzer-Straße 13/14 und fand dabei u. a. ein Weihrelief der keltischen Unterweltgötter (Sucellus und Nantosuelta) und Teile einer Merkurstatuette. Ein weiterer Steinkeller kam in der Eckenerstraße 23 zum Vorschein. Siedlungsspuren kamen zwischen der Eckenerstraße, Konradin-Kreutzer-Straße und Albkapelle (rechtes Ufer) zu Tage sowie in der Charlottenstraße und Christian-Schneider-Straße (linkes Ufer).
Der Vicus besaß eine eigene Ziegelei mit drei Öfen, welche wohl außerhalb der Siedlung standen. Zwei davon wurden in den 1920er Jahren weggeräumt, während der dritte noch erhalten ist. Sie befanden sich in der heutigen Friedrich-Silcher-Straße 16/17 und Daxlander Straße 45/47. 
Der Friedhof befand sich nördlich des Dorfes (Areal Zeppelinstraße 37/72, Eckenerstraße 1). Bei der archäologischen Untersuchung im Jahr 1922 konnten 59 Urnengräber festgestellt werden. Die Urnen stammten aus der einheimischen Produktion und erinnern mehrheitlich an vorrömische Gefäßformen. Letzteres könnte auf eine großteils keltische Einwohnerschaft hindeuten. Südlich der Alb in den „Sargäckern“ und „Am Anger“ könnten möglicherweise weitere Brandgräber gelegen haben. 
Die Gesamtausdehnung wird auf ca. 300 × 400 m geschätzt. Die Hinweise auf eine aktive Nutzung als Siedlungsort enden Mitte des 3. Jahrhunderts. 